# NGC 6844
NGC 6844 este o galaxie situată în constelația Păunul. A fost descoperită în 22 iunie 1835 de către John Herschel. Se află la o distanță de 44,3 de megaparseci de Pământ.